# Église Saint-Aignan de Jars
L'église Saint-Aignan est une église catholique située sur la commune de Jars, dans le département du Cher, en France.

## Historique
Alphonse Buhot de Kersers a écrit dans son livre Histoire et statistique monumentale du département du Cher que le gros œuvre du clocher-porche a été construit dans les années 1200 en le rattachant à la fondation par Archambault de Sully et sa femme d'une chapelle, vers 1193. La famille de Sully a possédé le fief de Jars jusqu'au milieu du XIVe siècle. Il est ensuite devenu une possession de la famille de Rochechouart. Il a attribué la construction du reste de l'édifice à cette famille, dans la première moitié du XVIe siècle.
Au contraire, pour François Deshoulières, la totalité de l'édifice a été construite dans les années 1550 et a été très restaurée au XIXe siècle.
Dans Le guide du patrimoine Centre Val de Loire, dans l'article sur l'église, Jean-Yves Ribault a écrit que l'église paroissiale était un ancien prieuré-cure dépendant de l'abbaye de Saint-Satur, construite à partir de la fin du XVe siècle en commençant par le clocher-tour qui peut être attribuée à Helias Ruellé. Les clés de la nef indiquent qu'un abbé de Saint-Satur, Guillaume de Ménipeny, abbé jusqu'en 1527, a participé à sa construction ainsi que le seigneur local, Guillaume de Rochechouart. Sa première femme, Louis d'Autry, décédée en 1539, a été inhumée dans l'église. On peut voir la date de 1533 sur une clé de voûte. Elle a été probablement terminée vers 1535.
Dans le rapport de l'architecte Adolphe Bouveault (1834-1892), installé à Nevers, architecte diocésain entre 1866 et 1872, sollicité par le maire pour faire l'état de l'église et remis en 1874 a écrit « L'église de Jars date de 1531 ». Il décrit l'état de l'église et propose des modifications et réparations. Une première campagne est faite et terminée en 1878. Une deuxième campagne de restauration est engagée au début des années 1890 par l'architecte Georges Darcy (1849- ) à partir de 1897 et terminée au début du XXe siècle.

## Protection
L'édifice est classé au titre des monuments historiques par la liste de 1862.